# Bébé Kambou
Roméo Bébé Kambou (ur. 1 lipca 1982 w Peni-Houet) – burkiński piłkarz grający na pozycji pomocnika.

## Kariera klubowa
Karierę piłkarską Kambou rozpoczął w klubie US Wagadugu. W jego barwach zadebiutował w 2000 roku w pierwszej lidze burkińskiej. Następnie przeszedł do ASFA Yennega. W 2002 roku wywalczył z nim mistrzostwo kraju. W latach 2002–2003 był piłkarzem Racing Bobo-Dioulasso.
W 2003 roku Kambou odszedł do francuskiego trzecioligowego zespołu, CS Louhans-Cuiseaux. Tam grał do 2004 roku i następnie przeszedł do FC Rouen, z którym w 2005 roku spadł z trzeciej do czwartej ligi. W sezonie 2006/2007 był piłkarzem FC Montceau Bourgogne, a w latach 2007–2009 grał w AS Cherbourg. W 2010 roku wrócił do FC Montceau Bourgogne, a w 2015 do Cherbourga.

## Kariera reprezentacyjna
W reprezentacji Burkiny Faso Kambou zadebiutował w 2004 roku. W tym samym roku został powołany do kadry na Puchar Narodów Afryki 2004 i wystąpił tam w 3 meczach: z Senegalem (0:0), z Mali (1:3) i z Kenią (0:3).